# Co Gor
Co Gor (kinesiska: Cuo Guo, 错果) är en sjö i Kina. Den ligger i den autonoma regionen Tibet, i den sydvästra delen av landet, omkring 800 kilometer väster om regionhuvudstaden Lhasa. Co Gor ligger 4 676 meter över havet. Arean är 9,8 kvadratkilometer. Trakten runt Co Gor är ofruktbar med lite eller ingen växtlighet. Den sträcker sig 3,8 kilometer i nord-sydlig riktning, och 4,7 kilometer i öst-västlig riktning.
Genomsnittlig årsnederbörd är 250 millimeter. Den regnigaste månaden är juli, med i genomsnitt 51 mm nederbörd, och den torraste är november, med 1 mm nederbörd.